# Protectorado francés de Camboya
El protectorado francés de Camboya (en camboyano: ប្រទេសកម្ពុជាក្រោមអាណាព្យាបាលបារាំង; en francés: Protectorat français du Cambodge), fue un protectorado francés dentro de la Indochina francesa, una colección de protectorados del Sudeste Asiático dentro del Imperio colonial francés.
El protectorado fue establecido en 1867 cuando el rey Norodom solicitó el establecimiento de un protectorado francés sobre su país, mientras tanto, Siam renunció a la soberanía sobre Camboya y reconoció oficialmente el protectorado francés en ella. Camboya se integró en la unión de Indochina francesa en 1887 junto con las colonias y protectorados franceses en Vietnam (Cochinchina, Annam y Tonkín). En 1946, a Camboya se le concedió el autogobierno dentro de la Unión Francesa y se abolió su estatus de protectorado en 1949. Camboya ganó posteriormente su independencia y el día independiente se celebró el 9 de noviembre de 1953.

## Inicio de la ocupación francesa

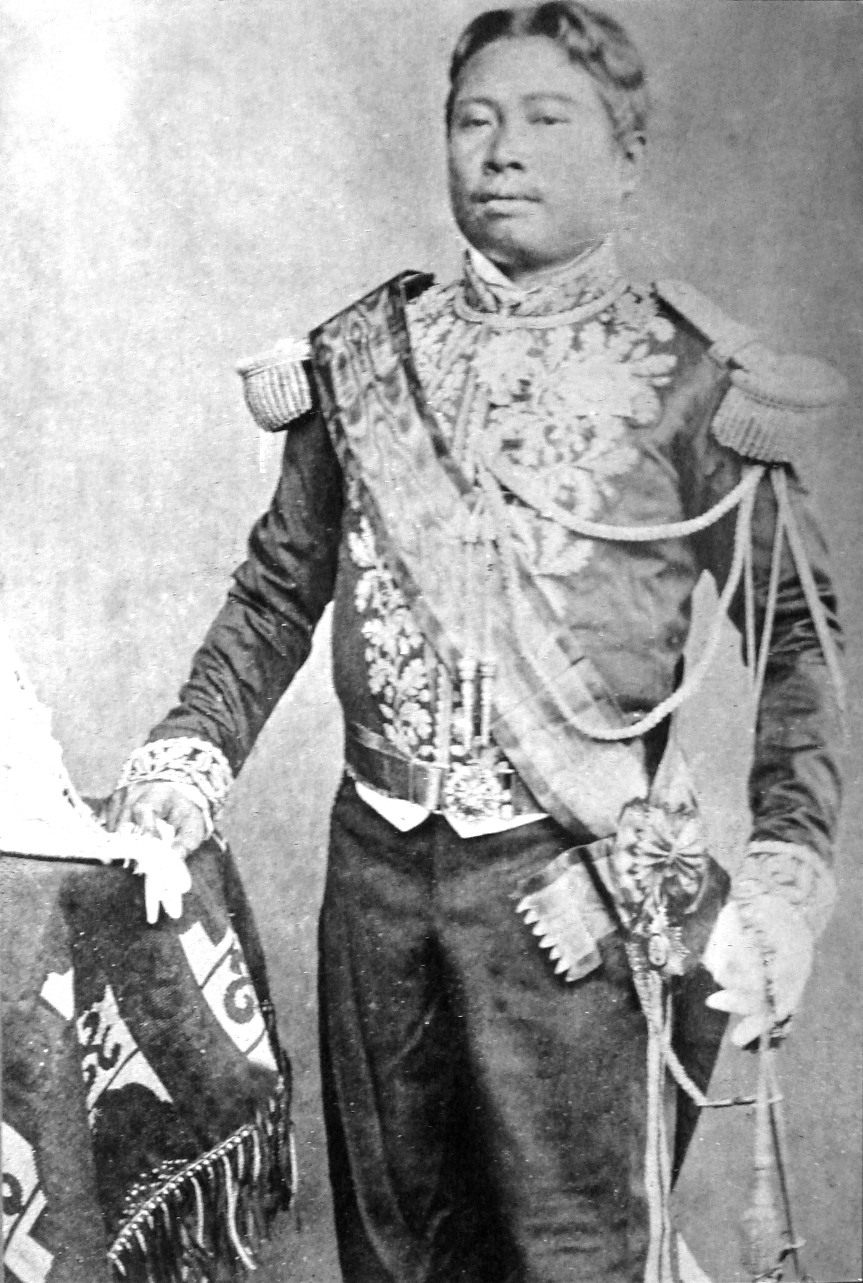
King Norodom, el monarca que inició oberturas a Francia para hacer de Camboya su protectorado en 1863 para escapar de la presión siamesa

Durante el siglo XIX, el reino de Camboya se redujo a un estado vasallo del reino de Siam que se había anexionado sus provincias occidentales, incluido Angkor, mientras la creciente influencia de la dinastía vietnamita Nguyen amenazaba a la parte oriental. del país. Después del establecimiento francés de una colonia en Cochinchina (actual sur de Vietnam) en 1867, el rey Norodom de Camboya solicitó un protectorado francés sobre su reino. En ese momento, Pierre-Paul de La Grandière, gobernador colonial de Cochinchina, estaba llevando a cabo planes para expandir el dominio francés sobre todo Vietnam y consideraba a Camboya como un amortiguador entre las posesiones francesas en Vietnam y Siam. El 11 de agosto de 1863, Norodom firmó un tratado reconociendo a un protectorado francés sobre su reino. Bajo el tratado, la monarquía camboyana se le permitió permanecer, pero el poder recayó principalmente en un general residente que se alojará en Phnom Penh. Francia también se encargaría de las relaciones comerciales y exteriores de Camboya y también proporcionaría protección militar. Siam más tarde reconoció el protectorado después de que Francia cedió la provincia camboyana de Battambang y reconoció el control tailandés de Angkor.

## Gobierno colonial francés
La sede del Gobernador General para la totalidad de la Indochina francesa se basó en Saigón hasta que la capital se trasladó a Hanói en 1902. Camboya, al ser un protectorado constituyente de la Indochina francesa, se rige por el Résident Supérieur (Resident-General) para Camboya, que fue nombrado directamente por el Ministerio de Marina y Colonias en París. El Residente General fue asistido a su vez por Residentes o gobernadores locales, que se publicaron en todos los centros provinciales, tales como Battambang, Pursat, Odong y Siem Reap. Phnom Penh, la capital, estaba bajo la administración directa del Resident-General.

### Revuelta de 1885–1886
Las primeras décadas del gobierno francés en Camboya incluyeron numerosas reformas en la política camboyana, como la reducción del poder del monarca y la abolición de la esclavitud. En 1884, el gobernador de Cochinchina, Charles Anthoine François Thomson, intentó derrocar al monarca y establecer el control francés total sobre Camboya enviando una pequeña fuerza al palacio real en Phnom Penh. El movimiento fue solo un poco exitoso ya que el gobernador general de la Indochina francesa impidió la colonización total debido a posibles conflictos con los camboyanos y el poder del monarca se redujo al de un testaferro. En 1885, Si Votha, medio hermano de Norodom y contendiente por el trono, lideró una rebelión para deshacerse de Norodom respaldado por Francia después de regresar del exilio en Siam. Reuniendo el apoyo de los opositores de Norodom y los franceses, Si Votha encabezó una rebelión que se concentró principalmente en las selvas de Camboya y la ciudad de Kampot. Las fuerzas francesas más tarde ayudaron a Norodom a derrotar a Si Votha bajo acuerdos de desarme de la población camboyana y reconocieron al residente general como el poder más alto en el protectorado..

### Reorganización administrativa

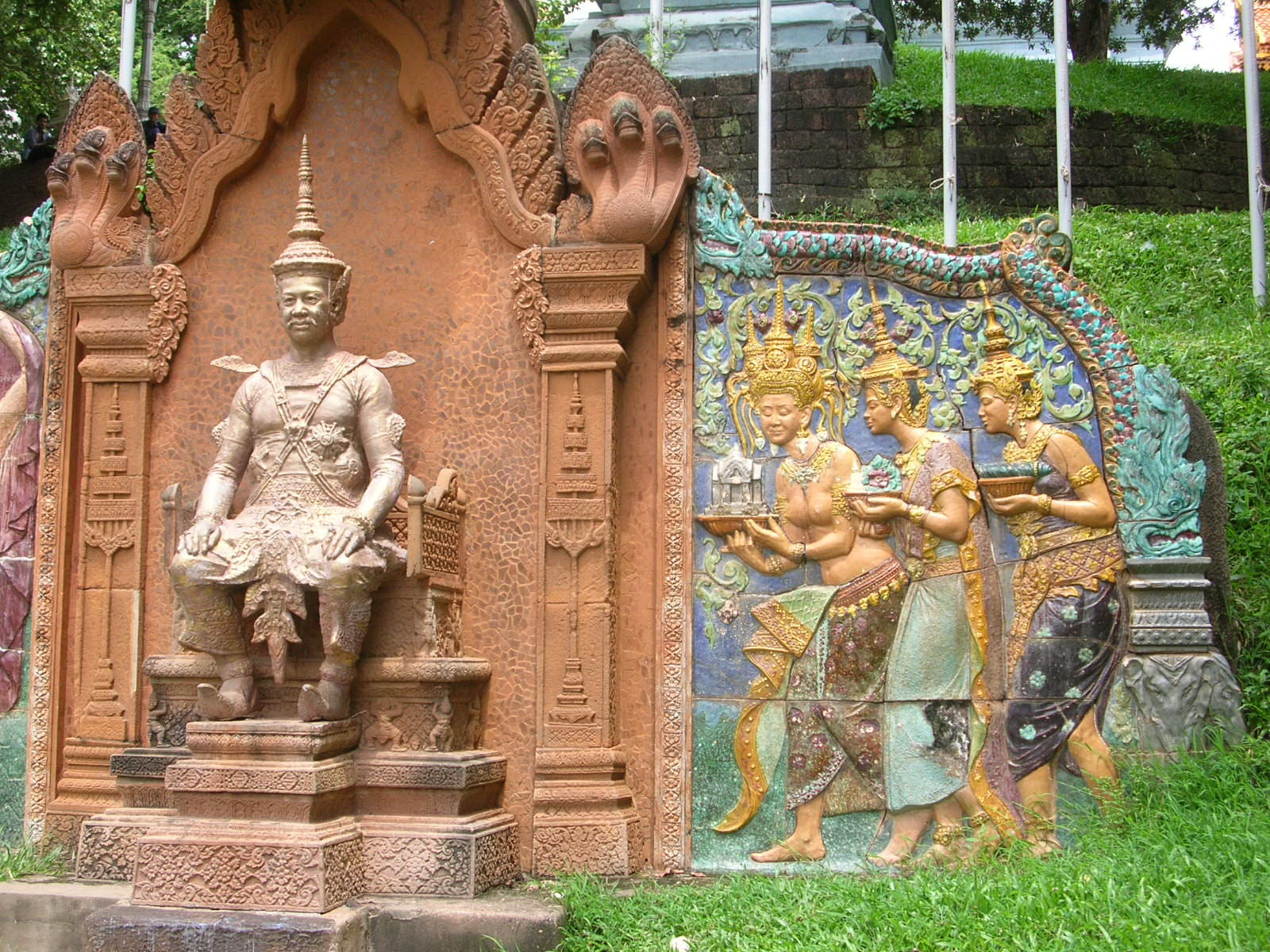
Monumento que conmemora la restauración de las tres provincias de Sisophon, Battambang y Siem Reap en 1907. Estos tres territorios fueron formalmente administrados por Siam a fines del, pero regresaron bajo un tratado francés

En 1896, Francia y el Imperio británico firmaron un acuerdo reconociendo la esfera de influencia de cada uno sobre Indochina, especialmente sobre Siam. Bajo este acuerdo, Siam tuvo que ceder la provincia de Battambang a la Camboya ahora controlada por Francia. El acuerdo reconoció el control francés sobre Vietnam (incluida la colonia de Cochinchina y los protectorados de Annam y Tonkin), Camboya y Laos, que se agregó en 1893 tras la victoria francesa en la guerra franco-siamesa y la influencia francesa. sobre el este de Siam. Posteriormente, el gobierno francés colocó nuevos puestos administrativos en la colonia y comenzó a desarrollarlo de manera económica, al mismo tiempo que introdujo la cultura y el idioma francés a los habitantes de la zona como parte de un programa de asimilación. En 1897, el gobernante residente general se quejó a París de que el actual rey de Camboya, Norodom ya no era apto para gobernar y pidió permiso para asumir los poderes del rey para recaudar impuestos, emitir decretos, e incluso designar funcionarios reales y elegir príncipes de la corona. A partir de ese momento, Norodom y los futuros reyes de Camboya fueron mascarones de proa y meramente patrocinadores de la religión budista en Camboya, aunque la población campesina todavía los consideraba como reyes-dioses. Todo los otros poderes estaban en manos del Residente General y la burocracia colonial. Sin embargo, esta burocracia se formó principalmente de funcionarios franceses, y los únicos asiáticos libremente permitidos para participar en el gobierno eran de etnia vietnamita,[cita requerida] que fueron vistos como los asiáticos dominantes en la Unión Indochina.
En 1904, El rey Norodom murió y en lugar de pasar el trono a los hijos de Norodom, los franceses pasaron la sucesión al hermano de Norodom Sisowath, cuya rama de la familia real era más sumisa y menos nacionalista al dominio francés que la de Norodom. Del mismo modo, Norodom fue visto como responsable de las constantes revueltas de Camboya contra el dominio francés. Otra razón fue que el hijo favorito de Norodom, a quien quería suceder como rey, tenía, en uno de sus viajes a Europa, despertó la opinión pública sobre las brutalidades coloniales francesas en la Camboya ocupada. Más tarde, Francia amplió su control sobre Camboya mientras expandía el territorio del protectorado en 1902 y 1904 a través de tratados con Siam, que añadía la provincia de Preah Vihear y la provincia de Champasak) a Camboya y le daba a Francia el control total del río Bassac respectivamente. Antes del reclamo histórico de Camboya sobre la provincia de Stung Treng, en 1904 se produjo un intercambio que Camboya cedió Champasak mientras obtenía Stung Treng del Laos francés. Las disputas territoriales posteriores entre Francia y Siam sobre Battambang y la provincia de Siem Reap llevaron a los franceses a la anexión accidental de Provincia de Trat en 1904, tanto Francia como Siam acordaron hacer una base de intercambio territorial en el tratado franco-siamés de 1907. A partir de esto, los franceses ganaron las provincias de Battambang y Siem Reap, originalmente territorio camboyano hasta la última parte del siglo XVIII. La adquisición de estas provincias sería la última fase de la expansión territorial francesa en Indochina ya que Siam cooperaría más tarde con los británicos en la región, quienes temían que la expansión francesa incontrolada y el control de Siam trastornaran el equilibrio de poderes en Indochina.

## Economía durante el colonialismo francés
Originalmente sirviendo como un territorio de amortiguación para Francia entre sus colonias vietnamitas más importantes y Siam, Camboya no se consideró inicialmente como un área de importancia económica. El presupuesto del gobierno colonial originalmente se basaba principalmente en la recaudación de impuestos en Camboya como su principal fuente de ingresos, y los camboyanos pagaban los impuestos más altos per cápita entre las colonias francesas en Indochina. La administración deficiente y, a veces, inestable en los primeros años del gobierno francés en Camboya significó que la infraestructura y la urbanización crecieron a un ritmo mucho menor que en Vietnam y las estructuras sociales tradicionales en las aldeas aún permanecían. Sin embargo, cuando el gobierno francés se enderezó después de la Guerra Franco-Siamesa, el desarrollo comenzó lentamente en Camboya, donde los cultivos de arroz y pimiento permitieron que la economía creciera. A medida que la industria automotriz francesa creció, las plantaciones de caucho como las que ya están en Cochinchina y Annam fueron construidas y administradas por inversores franceses. La diversificación económica continuó a lo largo de la década de 1920, cuando también se cultivaban cultivos de maíz y algodón. A pesar de la expansión económica y la inversión, los camboyanos seguían pagando altos impuestos y en 1916 estallaron protestas que exigían recortes de impuestos.
La infraestructura y las obras públicas también se desarrollaron bajo el dominio francés, y las carreteras y los ferrocarriles se construyeron en el territorio de Camboya. Lo más notable, un ferrocarril conectado Phnom Penh con Battambang en la frontera tailandesa.
La industria fue desarrollada más tarde, pero fue diseñada principalmente para procesar materias primas para uso local o para la exportación. Al igual que en las inmediaciones British Birmania y British Malaya, los extranjeros dominaron la fuerza de trabajo de la economía debido a la discriminación francesa contra los camboyanos de la celebración de importantes posiciones económicas. Muchos vietnamitas fueron reclutados para trabajar en plantaciones de caucho y más tarde los inmigrantes desempeñaron papeles clave en la economía colonial como pescadores y hombres de negocios. Camboyanos chinos continuaron participando en gran medida en el comercio, pero se otorgaron posiciones más altas a los franceses.

## Surgimiento del nacionalismo Jemer
A diferencia de Vietnam, el nacionalismo camboyano permaneció relativamente tranquilo durante gran parte del gobierno francés debido principalmente a una influencia educativa menor, lo que ayudó a que las tasas de alfabetización permanecieran bajas e impidieran los movimientos nacionalistas como los que tienen lugar en Vietnam. Sin embargo, entre la élite camboyana educada en Francia, las ideas occidentales de democracia y autogobierno, así como la restauración francesa de monumentos como Angkor Wat, crearon una sensación de orgullo y conciencia del otrora poderoso estado de Camboya en el pasado. En educación, también hubo un creciente resentimiento entre los estudiantes camboyanos de la minoría vietnamita que tiene un estatus más favorecido. In 1936, Son Ngoc Than and Pach Choeun comenzaron a publicar Nagaravatta (Notre cité) como un periódico anticolonial francés y, a veces, anti vietnamita. Los movimientos de independencia menores, especialmente el Khmer Issarak, comenzaron a desarrollarse en 1940 entre los camboyanos en Tailandia, que temían que sus acciones hubieran llevado al castigo si hubieran operado en su tierra natal.

## Segunda Guerra Mundial en Camboya
Después de la caída de Francia en 1940, Camboya y el resto de la Indochina francesa fueron gobernados por el gobierno títere pro-Eje de la Francia de Vichy y a pesar de la invasión de Indochina francesa, Japón permitió a los funcionarios coloniales franceses permanecer en sus colonias bajo la supervisión japonesa. En diciembre de 1940, la guerra franco-tailandesa estalló y, a pesar de la resistencia francesa contra las fuerzas tailandesas respaldadas por Japón, este obligó a las autoridades francesas a ceder las provincias de Battambang, Sisophon, Siem Reap (excluyendo Siem Reap) y Preah Vihear a Tailandia.
Las llamadas japonesas de "Asia para los asiáticos" encontraron una audiencia receptiva entre los nacionalistas camboyanos, aunque la política de Tokio en Indochina era dejar al gobierno colonial nominalmente a cargo. Cuando un monje budista prominente y políticamente activo, Hem Chieu, fue arrestado y destituido sin ceremonias por las autoridades francesas en julio de 1942, los editores de Nagaravatta dirigió una manifestación exigiendo su liberación. Ellos, al igual que otros nacionalistas, aparentemente sobreestimaron la voluntad japonesa de respaldarlos, ya que las autoridades de Vichy arrestaron rápidamente a los manifestantes y le dieron a Pach Choeun, uno de los editores de Nagaravatta, pena de cadena perpetua . El otro editor, Son Ngoc Thanh, escapó de Phnom Penh hacia Tokio.
El tema de las colonias europeas en Asia fue uno de los discutidos durante la guerra por los tres grandes líderes aliados, Roosevelt, Stalin y Churchill en las tres cumbres celebradas en El Cairo, Teherán y Yalta. Con respecto a la colonia más grande de la India, Roosevelt presionó fuertemente por una declaración de concesión de independencia para el final de la guerra, una presión tenazmente resistida por Churchill. Con respecto a las colonias no británicas en Asia, Roosevelt y Stalin habían decidido en Teherán que los franceses y los holandeses no regresarían a Asia después de la guerra. La prematura muerte de Roosevelt incluso antes del fin de la guerra fue seguida por desarrollos muy diferentes de los que Roosevelt había previsto. Los británicos respaldaron el retorno del dominio francés y holandés en Asia e incluso organizaron envíos de soldados indios bajo el mando británico para este fin.
En un esfuerzo por conseguir apoyo local en los últimos meses de la guerra, los japoneses disolvieron la administración colonial francesa el 9 de marzo de 1945 e instaron a Camboya a declarar su independencia dentro de la Gran Esfera de Prosperidad de Asia Oriental. Cuatro días más tarde, el rey Sihanouk decretó una Kampuchea independiente (la pronunciación Jemer original de Camboya). Son Ngoc Thanh regresó de Tokio en mayo y fue nombrado ministro de Asuntos Exteriores. El 15 de agosto de 1945, el día en que Japón se rindió, se estableció un nuevo gobierno con Son Ngoc Thanh como primer ministro. Cuando una fuerza aliada ocupó Phnom Penh en octubre, Thanh fue detenido por colaboración con los japoneses y fue enviado al exilio en Francia a permanecer bajo arresto domiciliario. Algunos de sus partidarios fueron al noroeste de Camboya, entonces todavía bajo control tailandés, donde se unieron como una facción en el movimiento Khmer Issarak.

## Lucha por la unidad Jemer
La situación de Camboya al final de la guerra fue caótica. Los franceses libres, bajo el general Charles de Gaulle, estaban decididos a recuperar Indochina, aunque ofrecieron a Camboya y a los demás protectorados indochinos una medida cuidadosamente circunscrita de autogobierno. Convencidos de que tenían una "misión civilizadora," imaginaron la participación de Indochina en una Unión Francesa de antiguas colonias que compartían la experiencia común de la cultura francesa. Ni las élites profesionales urbanas ni la gente común, sin embargo, se sintieron atraídos por este arreglo. Para los camboyanos de prácticamente todos los ámbitos de la vida, el breve período de independencia, de marzo a octubre de 1945, había sido agradable. La lasitud del Jemer era cosa del pasado.
En Phnom Penh, Sihanouk, en calidad de jefe de Estado, se colocó en una posición delicada para negociar con los franceses la independencia total al tratar de neutralizar a los políticos y partidarios de los jemer Issarak y Viet Minh que lo consideraban un colaborador francés. Durante el período tumultuoso entre 1946 y 1953, Sihanouk demostró la notable aptitud para la supervivencia política que lo sostuvo antes y después de su caída del poder en marzo de 1970. El Khmer Issarak era extremadamente heterogéneo. El movimiento de guerrillas, operando en las áreas fronterizas. Estos grupos incluían indígenas de izquierda, vietnamitas de izquierda, nacionalistas antimonárquicos (Khmer Serei) leales a Son Ngoc Thanh, y simples bandidos que aprovechan el caos para aterrorizar a los aldeanos. Aunque sus fortunas aumentaron y disminuyeron durante el período inmediato de la posguerra (un golpe importante fue el derrocamiento de un gobierno amigo de izquierda en Bangkok en 1947), en 1954 el Khmer Issarak operaba con el Viet Minh según algunas estimaciones controladas hasta en un 50 por ciento del territorio de Camboya.
En 1946, Francia permitió a los camboyanos formar partidos políticos y celebrar elecciones para una Asamblea Consultiva que asesoraría al monarca en la redacción de la constitución del país. Los dos principales partidos fueron encabezados por príncipes reales. El Partido Democrático dirigido por el Príncipe Sisowath Yuthevong, propugnaba la independencia inmediata, las reformas democráticas y el gobierno parlamentario. Sus partidarios eran maestros, funcionarios, miembros políticamente activos del sacerdocio budista y otros cuyas opiniones habían sido muy influenciadas por los llamamientos nacionalistas de Nagaravatta antes de que fuera cerrada por los franceses en 1942. Muchos demócratas simpatizaban con los métodos violentos del Khmer Issarak. El Partido Liberal, dirigido por el Príncipe Norodom Norindeth, representaba los intereses de las viejas elites rurales, incluidos los grandes terratenientes. Preferían continuar con alguna forma de la relación colonial con Francia y abogaban por una reforma democrática gradual. En la elección de la Asamblea Consultiva celebrada en septiembre de 1946, los demócratas ganaron 50 de los 67 escaños.
Con una sólida mayoría en la asamblea, los demócratas redactaron una constitución inspirada en la de la Cuarta República francesa. El poder se concentró en las manos de una Asamblea Nacional elegida por el pueblo. El 6 de mayo de 1947, el rey proclamó a regañadientes la nueva constitución. Si bien lo reconoció como el "jefe espiritual del estado", lo redujo a la categoría de monarca constitucional y no dejó claro hasta qué punto podía desempeñar un papel activo en la política de la nación. Sihanouk convertiría esta ambigüedad en ventaja en años posteriores, sin embargo.
En las elecciones de diciembre de 1947 para la Asamblea Nacional, los demócratas nuevamente obtuvieron una gran mayoría. A pesar de esto, la disensión dentro del partido fue desenfrenada. Su fundador, Sisowath Yuthevong, había muerto y no había surgido un líder claro para sucederlo. Durante el período de 1948 a 1949, los demócratas parecían unidos solo en su oposición a la legislación patrocinada por el rey o sus designados. Un tema importante fue la receptividad del rey a la independencia dentro de la Unión Francesa, propuesta en un proyecto de tratado ofrecido por los franceses a fines de 1948. Tras la disolución de la Asamblea Nacional en septiembre de 1949, se llegó a un acuerdo mediante un intercambio de cartas entre King Sihanouk y el gobierno francés. Entró en vigor dos meses después, aunque la ratificación del tratado por la Asamblea Nacional nunca fue asegurada.
El tratado otorgó a Camboya lo que Sihanouk llamó "el cincuenta por ciento de independencia": por él, la relación colonial se terminó formalmente, y los camboyanos tuvieron el control de la mayoría de las funciones administrativas. A las fuerzas armadas de Camboya se les otorgó libertad de acción dentro de una zona autónoma autónoma que comprende las provincias de Battambang y Siemreab, que habían sido recuperadas de Tailandia después de la Segunda Guerra Mundial, pero que los franceses, apresados en otros lugares, no tenían los recursos para controlar. Sin embargo, Camboya todavía tenía que coordinar asuntos de política exterior con el Consejo Superior de la Unión Francesa, y Francia mantenía una medida significativa de control sobre el sistema judicial, las finanzas y las aduanas. El control de las operaciones militares en tiempo de guerra fuera de la zona autónoma permaneció en manos francesas. Francia también se le permitió mantener bases militares en el territorio de Camboya. En 1950, Camboya recibió el reconocimiento diplomático de los Estados Unidos y de la mayoría de las potencias no comunistas, pero en Asia solo Tailandia y Corea del Sur extendieron el reconocimiento..
Los demócratas obtuvieron la mayoría en la segunda elección de la Asamblea Nacional en septiembre de 1951, y continuaron su política de oponerse al rey en prácticamente todos los frentes. En un esfuerzo por obtener una mayor aprobación popular, Sihanouk pidió a los franceses que liberen al nacionalista Son Ngoc Thanh del exilio y que le permitan regresar a su país. Hizo una entrada triunfal en Phnom Penh el 29 de octubre de 1951. No pasó mucho tiempo, sin embargo, antes de que comenzara a exigir la retirada de las tropas francesas de Camboya. Reiteró esta demanda a principios de 1952 en Khmer Krok (¡Khmer Awake!), Un periódico semanal que había fundado. El periódico se vio obligado a dejar de publicarse en marzo, y Son Ngoc Thanh huyó de la capital con unos pocos seguidores armados para unirse al Khmer Issarak. Calificado alternativamente como comunista y agente de la Agencia Central de Inteligencia de Estados Unidos (CIA) por Sihanouk, permaneció en el exilio hasta que Lon Nol estableció la República Jemer en 1970.

## Campaña por la independencia
En junio de 1952, Sihanouk anunció el despido de su gabinete, suspendió la constitución y asumió el control del gobierno como primer ministro. Luego, sin una clara sanción constitucional, disolvió la Asamblea Nacional y proclamó la ley marcial en enero de 1953. Sihanouk ejerció el gobierno directo durante casi tres años, desde junio de 1952 hasta febrero de 1955. Luego de la disolución de la asamblea, creó un Consejo Asesor para suplantar al legislatura y nombró a su padre, Norodom Suramarit, como regente.
En marzo de 1953, Sihanouk fue a Francia. Ostensiblemente, él viajaba por su salud; de hecho, él estaba montando una campaña intensiva para persuadir al gobierno francés de que otorgara completa independencia. El clima de opinión en Camboya en ese momento era tal que si no lograba la independencia completa rápidamente, era probable que la gente recurriera a Son Ngoc Thanh y al Khmer Issarak, quienes estaban totalmente comprometidos con el logro de ese objetivo. En las reuniones con el presidente francés y con otros altos funcionarios, se sugirió que Sihanouk era excesivamente "alarmista" con respecto a las condiciones políticas internas. Los franceses también hicieron la amenaza apenas velada de que, si continuaba siendo poco cooperativo, podrían reemplazarlo. El viaje parecía ser un fracaso, pero en su camino a casa por los Estados Unidos, Canadá y Japón, Sihanouk publicitó la difícil situación de Camboya en los medios de comunicación.
Para dramatizar aún más su "cruzada real por la independencia", Sihanouk, declarando que no volvería hasta que los franceses garantizaran que se otorgaría la plena independencia. Luego se fue de Phnom Penh en junio para exiliarse a sí mismo en Tailandia. No bienvenido en Bangkok, se mudó a su villa real cerca de las ruinas de Angkor en Siemreab Province. Siemreab, parte de la zona militar autónoma establecida en 1949, estaba comandada por el Teniente Coronel Lon Nol, anteriormente un político de derecha que se estaba convirtiendo en un prominente, y con el tiempo sería un aliado indispensable de Sihanouk dentro del ejército. Desde su base en Siemreab, el rey y Lon Nol contemplaron planes de resistencia si los franceses no cumplían con sus términos.
Sihanouk estaba haciendo una apuesta arriesgada, porque los franceses podrían haberlo reemplazado fácilmente por un monarca más dócil; sin embargo, la situación militar se estaba deteriorando en toda Indochina, y el gobierno francés, el 3 de julio de 1953, se declaró dispuesto a otorgar plena independencia a los tres estados de Camboya, Vietnam y Laos. Sihanouk insistió en sus propios términos, que incluían el control total de la defensa nacional, la policía, los tribunales y asuntos financieros. Los franceses cedieron: la policía y el poder judicial fueron transferidos al control de Camboya a fines de agosto, y en octubre el país asumió el mando completo de sus fuerzas militares. El rey Sihanouk, ahora un héroe a los ojos de su pueblo, regresó a Phnom Penh en triunfo y el día de la independencia se celebró el 9 de noviembre de 1953. El control de asuntos residuales que afectan la soberanía, como los asuntos financieros y presupuestarios, pasó al nuevo estado camboyano en 1954.